# Los gritos del pasado
Los gritos del pasado es una novela negra, segunda de la serie creada por la escritora sueca Camilla Läckberg y ambientada en Fjällbacka.

## Argumento
En este caso los protagonistas de la anterior entrega, la pareja formada por Patrick, detective de la policía, y Erica, escritora, se han unido ya sentimentalmente de forma estable y ella está embarazada de ocho meses, por lo que se encuentran de vacaciones. A pesar de la situación agobiante y al calor del verano, se ven involucrados de nuevo en un caso de asesinato. En esta ocasión, un niño encuentra el cadáver de una mujer de forma casual. Sin embargo, lo más extraño es la aparición, junto al cadáver, de los restos de dos mujeres denunciadas por su desaparición años atrás. De nuevo Patrik deberá bucear en el pasado de las familias del pueblo, para averiguar lo que ocurrió, mientras sobrelleva, como mejor puede, el embarazo de Erika y los cambios que se van produciendo en su vida.